# Déborah Font
Déborah Font Jiménez (Vendrell, 6 de septiembre de 1985) es una deportista española que compitió en natación adaptada. Ganó siete medallas en los Juegos Paralímpicos de Verano entre los años 2000 y 2012.

## Palmarés internacional
| Juegos Paralímpicos | Juegos Paralímpicos   | Juegos Paralímpicos | Juegos Paralímpicos |
| Año                 | Lugar                 | Medalla             | Prueba              |
| ------------------- | --------------------- | ------------------- | ------------------- |
| 2000                | Sídney (Australia)    | Medalla de oro      | 100 m braza SB12    |
| 2000                | Sídney (Australia)    | Medalla de bronce   | 400 m libre S12     |
| 2004                | Atenas (Grecia)       | Medalla de plata    | 100 m braza SB12    |
| 2004                | Atenas (Grecia)       | Medalla de plata    | 400 m libre S12     |
| 2004                | Atenas (Grecia)       | Medalla de bronce   | 200 m estilos SM12  |
| 2008                | Pekín (China)         | Medalla de bronce   | 50 m libre S12      |
| 2012                | Londres (Reino Unido) | Medalla de bronce   | 400 m libre S12     |